# Parque Perdicaris
El Parque Perdicaris, también conocido como Bosque de Rmilat y antiguamente como Villa Aidonia o Lugar de los Ruiseñores, es un parque público de 70 hectáreas situado en el barrio de Rmilat de Tánger. Está situado en la ladera norte de la colina de Jebel Kebir, frente al estrecho de Gibraltar, entre la reserva del cabo Espartel al oeste y el Palacio Real de Jebel Kebir al este. Lleva el nombre del notable greco-estadounidense Ion Hanford Perdicaris, quien lo creó en la década de 1870 y fue secuestrado en el lugar a mediados de 1904.

## Historia
Ion Perdicaris compró la propiedad, hasta entonces conocida como Aidonia  o Idonia,  en la década de 1870 y erigió una villa de estilo ecléctico en ella, también conocida como "Château Perdicaris".
En 1930, la familia Perdicaris vendió la finca a Thami El Glaoui, quien loautilizó como residencia cuando visitaba Tánger.
Tras la muerte de El Glaoui y la independencia de Marruecos en 1956, el parque pasó a ser propiedad estatal. Tras un periodo de abandono, en 2015 se iniciaron unas obras de renovación del parque. La villa fue reconvertida en centro patrimonial y se inauguró a principios de 2022.